# Sanne Erkkola
Sanne Erkkola (* 8. März 1994) ist eine finnische Leichtathletin, die sich auf den Speerwurf spezialisiert hat.

## Sportliche Laufbahn
Sanne Erkkola nahm 2022 an den Weltmeisterschaften in Eugene teil und schied dort mit einer Weite von 52,04 m in der Qualifikationsrunde aus. Anschließend verpasste sie auch bei den Europameisterschaften in München mit 54,04 m den Finaleinzug. 2024 schied sie bei den Europameisterschaften in Rom mit 51,36 m ebenfalls in der Vorrunde aus. 
In den Jahren von 2020 bis 2022 wurde Erkkola finnische Meisterin im Speerwurf.